# 肢节蕨
肢节蕨（学名：Arthromeris pinnata）为水龙骨科肢节蕨属下的一个种。

## 扩展阅读
- 維基物種上的相關：肢节蕨